# Saint-Cirice
Saint-Cirice település Franciaországban, Tarn-et-Garonne megyében. Lakosainak száma 148 fő (2022. január 1.). Saint-Cirice Saint-Antoine, Auvillar, Donzac, Saint-Loup és Sistels községekkel határos.

## Népesség
A település népessége az elmúlt években az alábbi módon változott:
| Lakosok száma | 162  | 163  | 155  | 151  | 147  | 142  | 138  | 148  |
|               | 2013 | 2015 | 2017 | 2018 | 2019 | 2020 | 2021 | 2022 |